# きっと熱いくちびる 〜リメイン〜
「きっと熱いくちびる 〜リメイン〜」（きっとあついくちびる リメイン）は、Winkの10枚目のシングルである。1991年3月20日にポリスターより発売された。

## 解説
表題曲は、作詞を及川眠子、作曲を関根安里、編曲を門倉聡が担当したWinkの楽曲。タイトル「きっと熱いくちびる」は、作詞者の及川が、「どこかで見たマンガのタイトル『たぶん甘い唇』」から着想したという。『ザテレビジョン』では、この曲の発売前において、「オリエンタル調だった前作から、WINKお得意のソフトなユーロビートに戻った注目すべき新曲だ。振り付けも曲調と同様に、ちょっと昔のWINKに戻ったシンプルな仕上がりになりそうだ。〝Kiss Me〟〝Touch Me〟の繰り返しが印象的」として紹介されており、本曲発売後の同誌では、「原点に戻ったサウンドと、イメージ一新のアバンギャルドなコスチュームで話題を呼んでいるWINK。ショートヘアのウィッグには驚かされた」とされている。
カップリング曲は「奇跡のモニュメント」。作詞を及川眠子、作曲を尾関昌也、編曲を門倉聡が担当した。
1991年3月20日に発売。オリコンチャートの週間ランキングでは、4月2日付の初登場2位を最高位とし、以後、100位以内には、5月27日付の75位まで、9週連続ランクインした。同チャートの年間ランキングでは、1991年度において売上17.475万枚により95位となっている。

## 収録曲
※全作詞：及川眠子、全編曲：門倉聡
1. きっと熱いくちびる 〜リメイン〜
  - 作曲：関根安里
2. 奇跡のモニュメント
  - 作曲：尾関昌也

## 収録アルバム
- きっと熱いくちびる 〜リメイン〜
  - Queen of Love
  - Diamond Box - リミックスバージョンで収録。
  - Raisonné
  - WINK MEMORIES 1988-1996

- 奇跡のモニュメント
  - Back to front

## テレビ番組における歌唱
※ 在京キー局のテレビ番組の放送日は首都圏のもの。地方の系列局の放送日は異なる場合がある。
- きっと熱いくちびる 〜リメイン〜

| 放送日 (曜日)               | 番組名                                            | 放送局     | 衣装 | 備考 |
| --------------------------- | ------------------------------------------------- | ---------- | ---- | --- |
| 1991.03.08 (金)[7][注 3]    | ミュージックステーション[7][注 3]                 | テレビ朝日 | Ａ   | Winkは同番組でribbonとともに柏原芳恵の楽曲「春なのに」も歌唱[注 3]。                                                           |
| 1991.03.17 (日)[注 4]       | 歌謡びんびんハウス[注 4]                          | テレビ朝日 | Ａ   | 収録日は1991年2月28日(木)[注 5]。 Winkは同番組の次回3月31日(日)放送分にも出演[注 6]（収録日同前）。                            |
| 1991.03.22 (金)[8]          | ミュージックステーション[8]                       | テレビ朝日 | Ｂ   | Winkは同番組で「背中まで500マイル」も歌唱。                                                                                    |
| 1991.03.30 (土)[注 7]       | 週刊スタミナ天国[注 7]                            | フジテレビ | Ｂ   | |
| 1991.04.05 (金)[注 8][注 9] | SOUND ROOF[注 8][注 9]                            | 日本テレビ | Ｂ   | Winkは同番組で松任谷由実の楽曲「中央フリーウェイ」も歌唱[注 9]。                                                               |
| 1991.04.05 (金)[注 10]      | ヒットパレード90's[注 10]                         | フジテレビ | Ｂ   | |
| 1991.04.07 (日)[注 11]      | スーパーJOCKEY[注 11]                             | 日本テレビ | Ｂ   | |
| 1991.04.29 (月)             | 志村けんのだいじょうぶだぁ                        | フジテレビ | Ａ   | |
| 1991.05.03 (金)[注 12]      | ヒットパレード90's[注 12]                         | フジテレビ | Ａ   | |
| 1992.01.02 (木) [注 13]     | タモリ・山田邦子のヤマモリ音楽ステーション[注 13] | テレビ朝日 | Ｃ   | Winkはコンサート用の衣装を着用し、山田邦子のコメディを交えて本曲を歌い、同番組で「背徳のシナリオ」と「追憶のヒロイン」も歌唱。 |
- 「衣装」欄の記号：Ａ＝PVの衣装と同じもの　Ｂ＝ペールオレンジの長袖ロングドレス　Ｃ＝その他（「備考」欄参照）